# Anastasi de Montclar
Francesc Soler i Trepat, conegut com a fra Anastasi de Montclar (Montclar d'Urgell, 1917 — ??), va ser un frare caputxí. Va treballar al sud de Colòmbia, destacant com a secretari de la prefectura apostólica de Leticia. Va ser editor de Amanecer Amazónico i va escriure sobre els missioners caputxins catalans. El 1970, va retornar a Catalunya.